# Parafia Narodzenia Najświętszej Maryi Panny w Kiełbasinie
Parafia pw. Narodzenia Najświętszej Maryi Panny w Kiełbasinie – parafia rzymskokatolicka w diecezji toruńskiej, w dekanacie Chełmża, z siedzibą w Kiełbasinie.

## Historia
Parafia została założona najprawdopodobniej na początku XIV w. przez Krzyżaków, na co wskazuje bryła kościoła pochodząca z tego stulecia. Pierwsza wzmianka o istniejącej już parafii w Kiełbasinie pochodzi z lat 1410–1413. Historycy sztuki przyjmują, że czas budowy kościoła przypada na pierwszą połowę XIV wieku.

### Kler parafialny
- Ks. Bartłomiej Ligowski (1818–1851)
- Ks. Teodor Skrzypiński (1851–1884)
- Ks. Maksymilian Czarnowski‑Wika (1884–1899)
- Ks. Stanisław Zakryś (1899)
- Ks. Polikarp Gulgowski (1899–1949)
- Ks. Franciszek Grabański (1949–1951)
- Ks. Maksymilian Bielawa (1951–1971)
- Ks. Bogusław Gessek (1971–1988)
- Ks. Jerzy Lewandowski (1988–1991)
- Ks. Stanisław Klasa (1991)
- Ks. Mirosław Owczarek (1991–1995)
- Ks. Roman Cieszyński (1995–2010)
- Ks. Piotr Igielski (2010–2016)
- Ks. Kazimierz Adam Zacharkiewicz (2016–2020)
- Ks. Marcin Nowicki (od 2020)[1].

### Zasięg parafii
Do parafii należą wierni z miejscowości: Kiełbasin, Kamionki Duże, Kamionki Małe, Mirakowo, Mlewo, Morczyny, Nowy Dwór i Zalesie.